# Müslüm (Bühnenfigur)
Müslüm ist der Name einer Bühnenfigur von Semih Yavsaner. Teilweise verwendet Yavsaner den Namen auch als sein Pseudonym. Charakteristisch an seinem Aussehen sind der grossflächige dunkle Bart mit Schnauz und die Monobraue.

## Name
Die Figur entstand bei der Suche nach einem türkischen Pendant zur Schweizer Romanfigur Ueli der Knecht. Der Name "Müslüm" ist ein aus dem Arabischen ins Türkische entlehnter Vorname und bedeutete ursprünglich "Muslim" bzw. "Anhänger des Islam". Ein bekannter Namensvetter von Yavsaners Figur war der 2013 verstorbene, türkische Sänger Müslüm Gürses, dessen musikalisches Werk sowohl Lieder der klassischen als auch der modernen Arabeske umfasst, die sich in den 90ern mit der türkischen und der westlichen Popmusik vermischte.

## Biografie

### Anfänge
Die Kunstfigur Müslüm wurde zuerst durch ihre Telefonscherze bekannt. Sie entstand im Rahmen der Sendung Semih Supreme Show, die Yavsaner 2008–2009 auf dem freien Radiosender in Bern Radio RaBe moderierte. In seinen Telefonscherzen führte Müslüm die gängigen Klischees der Migrationsbevölkerung über Kriminalität und Bildungslücken auf satirische Art und Weise ad absurdum.
Als das Privatradio Planet 105 in Zürich Interesse an den Telefonscherzen bekundete, wechselte Semih Yavsaner den Sender. Aufgrund urheberrechtlicher Differenzen wurde die Zusammenarbeit jedoch Ende Juni 2010 wieder eingestellt.

### 2010–2013: Erste Singles

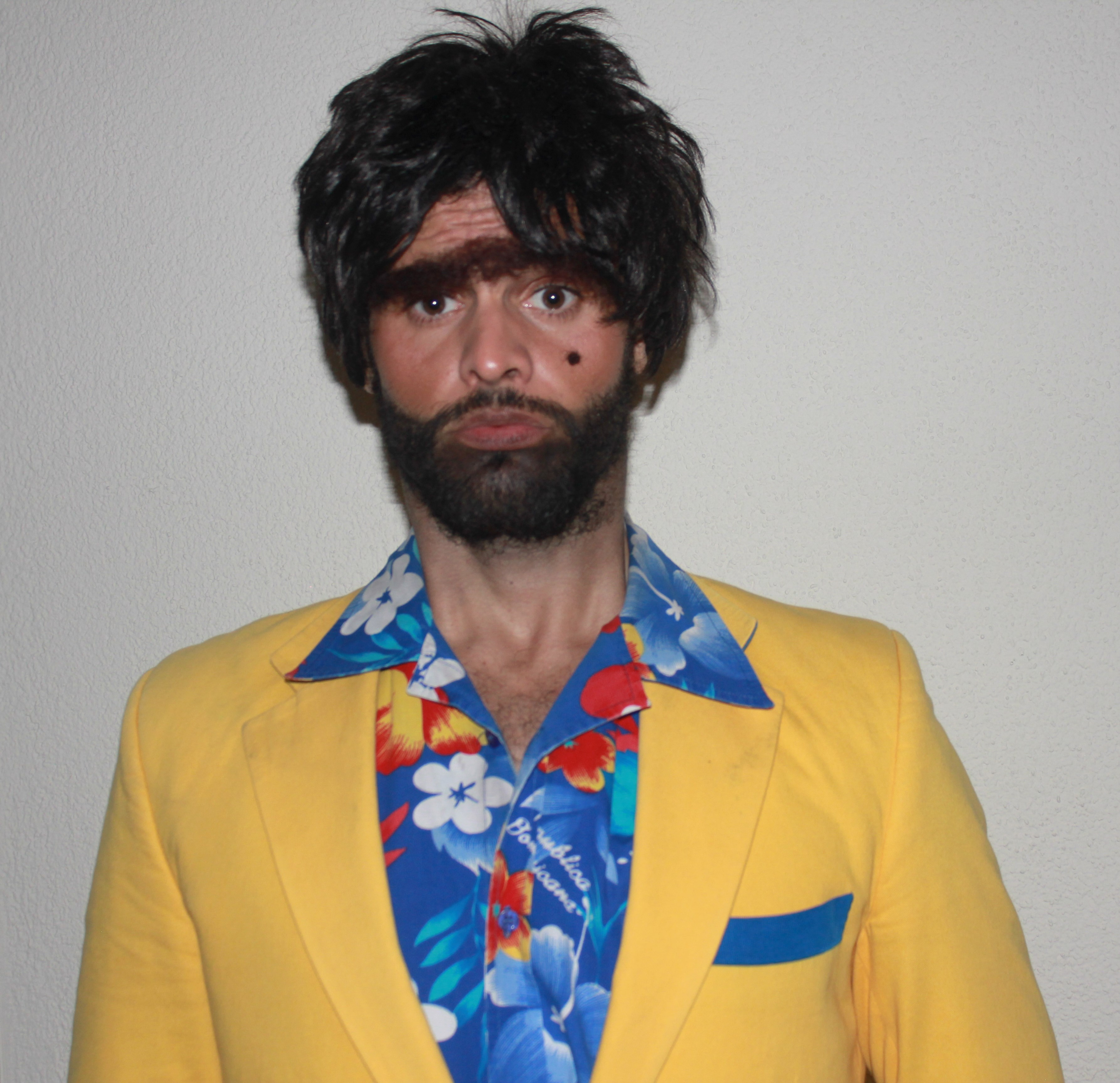
Semih Yavsaner alias Müslüm (2015)

Erstmals nationale Bekanntheit erlangte Müslüm im Vorfeld der Abstimmung zur Schliessung des autonomen Kulturzentrums Berner Reitschule im Sommer 2010. Mit dem Videoclip Erich, warum bisch du nid ehrlich? machte er sich über den damaligen Berner SVP-Fraktionspräsidenten Erich Hess lustig. Das Lied wurde auf dem Sampler Reitschule beatet mehr veröffentlicht. Mit dem Sampler setzten sich 22 bekannte Berner Musikschaffende, unter anderen auch Züri West und Steff la Cheffe, für den Erhalt der Reitschule ein. Der rechtskonservative Verein Bund der Steuerzahler drohte den Radio- und Fernstationen mit einer Klage, falls sie Lieder des Samplers ausstrahlen würden, weil sie seiner Meinung nach politische Werbung beinhalten würden. Auf YouTube brach der Videoclip Erich, warum bisch du nid ehrlich? alle bisherigen Schweizer Rekorde. Kurz nach der Veröffentlichung rangierte es auf Platz 35 der meistgesehenen Beiträge weltweit. Insgesamt wurde es mehr als 2,3 Millionen Mal angesehen. Das Lied wurde schliesslich unter dem Label Sound Service veröffentlicht und schaffte es auf Platz 46 der Schweizer Hitparade. Drei Plattenfirmen zeigten Interesse an einer CD. Am 29. November 2010 veröffentlichte Müslüm auf dem Label Sound Service die Single Samichlaus. Darin nahm er den damaligen SVP-Nationalrat Christoph Mörgeli aufs Korn. Im Fokus stand die SVP-Ausschaffungsinitiative. Aufgrund ihres politischen Inhalts wurde die Single von kaum einem Schweizer Privatradio gespielt. Trotzdem schaffte sie es auf Platz 18 der Schweizer Hitparade.
Im Dezember 2010 sorgte Müslüm in der Sendung Club des Schweizer Fernsehens SRF für Aufsehen, als er öffentlich prominente Exponenten der Schweizerischen Volkspartei SVP aufs Korn nahm.
Im Juni 2011 setzte Müslüm in Zusammenarbeit mit der Berner Regisseurin Meret Matter und der freien Berner Theatergruppe Club 111 das Projekt Stadtrandfahrt um, wobei die Teilnehmenden auf eine Rundfahrt in die tourismusferne Berner Agglomerationen mitgenommen wurden.

### 2012–2014:Süpervitamin
Am 25. Mai 2012 veröffentlichte Müslüm sein erstes Album Süpervitamin. Inhaltlich setzt er hier auf «weniger Aggression und mehr Liebe» durch die Liebestherapie mit der regenbogenfarbigen Glücksdroge Süpervitamin, womit auch die gesellschaftskritische Note verhaltener wurde. Obwohl das Album bei den Schweizer Privatradiostationen erneut wenig Airplay hatte, erreichte es Platz 3 der Schweizer Albumcharts. Der Videoclip zum Titelsong Süpervitamin avancierte zum bis anhin meistgesehenen Musikvideo der Schweiz. Der Song Orang Utan aus dem Album – besser bekannt als Ich bin ein Ausländer, ein Immigrant – wurde 2013 in der deutsch-türkischen Komödie 300 Worte Deutsch von Züli Aladağ im Filmabspann gespielt.
2013 war Müslüm für die Swiss Music Awards in der Newcomer-Kategorie Best Breaking Act National nominiert. Im gleichen Jahr gewann er den Förderpreis für die Integration der Migrationsbevölkerung der Stadt Bern 2013.
2013 war im Schlachthaus Theater Bern Müslüms One-Einwanderer-Show Süper-Immigrant geplant, die jedoch aufgrund einer Bandscheibenoperation zwei Mal abgesagt werden musste. Im gleichen Jahr setzte Müslüm in Zusammenarbeit mit dem Schweizer Multimedia-Künstler Frantiček Klossner eine Videofassung von dessen Märchensammlung Ali Baba und die 40 Kunstkritiker um.
Im Mai 2014 spielte Müslüm ein Konzert im Grossen Migrantenstall der Oltner Kabarett-Tage, welcher explizit für Kunstschaffende mit so genanntem Migrationshintergrund reserviert war.

### 2015–2017:ApochalüptundMüslüm TV
Am 5. Februar 2015 legte Müslüm mit Apochalüpt sein zweites Album vor. Semih Yavsaner schuf dazu mit Apochalüpt eine weitere Kunstfigur, welche er als «Gegenspieler von Müslüm, düsteren Antagonisten und die personifizierte Apokalypse» bezeichnet.
Die Single-Auskoppelung La bambele war für die Swiss Music Awards 2016 in der Kategorie Best Hit nominiert. Ebendort war Müslüm in der Kategorie Best Male Solo Act nominiert. Das Album schaffte es auf Platz 1 der Schweizer Hitparade.
Im Dezember 2015 trat Müslüm im Rahmen der Veranstaltung Jeder Rappen zählt der schweizerischen Spendensammelaktion Glückskette auf dem Berner Bundesplatz auf.
Ab dem 1. April 2016 erhielt Müslüm beim Schweizer Radio und Fernsehen SRF 1 seine eigene Fernsehshow Müslüm TV. Laut SRF hatte Müslüm den Auftrag «die ausländischen Zuschauer für das Schweizer Fernsehen zu gewinnen» und «die kulturellen Mauern zwischen Migranten und Schweizern niederzureissen.» Am 28. Oktober 2016 folgte die 2. Staffel mit erneut 4 Folgen von Müslüm TV.
Im Juli 2016 war Müslüm an der europäischen Biennale für zeitgenössische Kunst Manifesta 11 zu Gast. Im Vorfeld sorgte sein Auftritt an der Universität Zürich für medialen Wirbel, welchen der Historiker Kijan Espahangizi damit erklärte, «dass eine Unterhaltung, ja die blosse Anwesenheit von Secondos an einer Schweizer Uni, immer noch Irritationspotenzial hat.»
Im September 2017 setzte sich Müslüm am Fest rund um das Fleisch der schweizerischen Vereinigung der Fleischrinderzüchter für weniger Fleischkonsum ein, indem er auf dem Bundesplatz veganen Dürüm verkaufte.

### 2018–2021: Musikalische Pause
Mit dem Kabarettstück «MÜsteriÜM – eine dramatürkische Odyssee» erschien im Dezember 2019 Müslüms erstes Bühnenprogramm. Es wurde speziell für die Kleinkunstbühne konzipiert und beinhaltete eine wortakrobatische, philosophische Auseinandersetzung mit den Un- und Sinnigkeiten der Sprache, untermalt mit skurrilen Momentaufnahmen aus dem migrantischen Alltag. Musikalisch begleitet hat das Stück der Berner Gitarrist Raphael Jakob.

### Seit 2022: Comeback mitPopaganda
Von Frühling bis Herbst 2022 erschienen die Singles Millionero, Gugele und Popaganda. Am 2. Dezember 2022 erschien das Album Popaganda. Müslüm machte damit den Aufschlag «zur Episode drei, nach Euphorie und Apokalypse ist es Zeit für die Ambivalenz. Müslüm geht durch die Mitte und kann zu allem tanzen, zu den schweren Themen, zu den existenziellen Fragen und selbstverständlich im Neunachteltakt [...]»
Am 17. Mai 2024 erschien die Single Sibo, die gemeinsam mit dem Rapper Nativ und dem Sänger Wael Sami Elkholy geschrieben worden war. An den Aufnahmen des in Arabisch und Schweizerdeutsch gesungenen Liedes war ausserdem das Istanbul Strings beteiligt.

## Stil

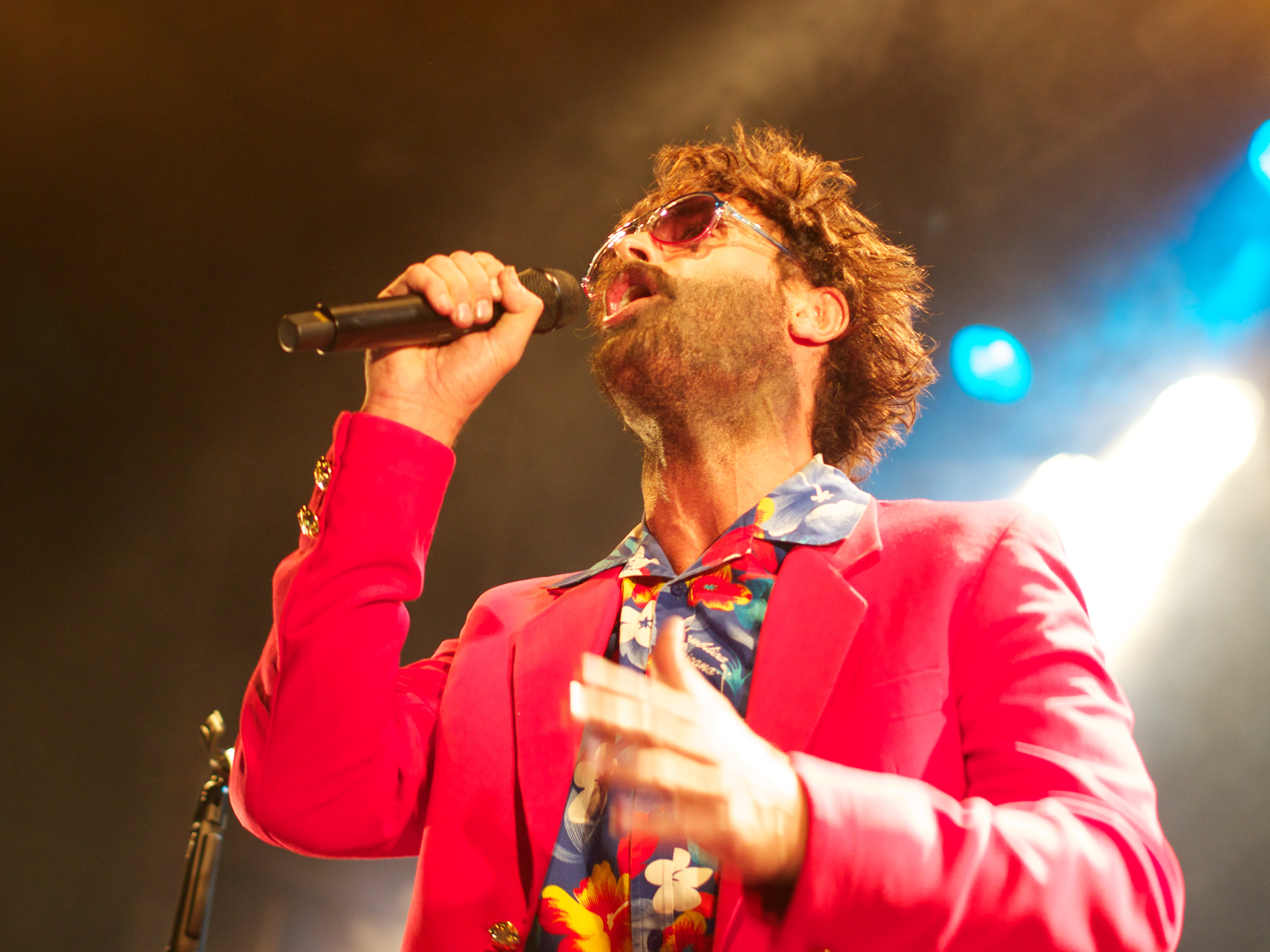
Müslüm am Openair auf dem Bundesplatz 2013

Müslüm als Kunstfigur setzt sich mit der komplexen Erfahrungswelt der Migrationsbevölkerung in der Mehrheitsgesellschaft auseinander. Mittels überzeichneter Stereotypisierung spielt er mit den gängigen, vorurteilsbehafteten Vorstellungen des «Ausländers», unterstützt durch seine eigens geschaffene Sprache, dem «Migrantisch». Gleichzeitig verfolgt Müslüm einen emanzipatorischen Ansatz, indem er sein humoristisch-naives Auftreten zur Enttarnung von politischen und soziokulturellen Problemfeldern, von Vorurteilen und Fremdenfeindlichkeit einsetzt. Indem er Hierarchien und Rollenbilder durchbricht, fordert er verantwortliche Behörden und Institutionen heraus. Dabei schwanken Erscheinung, Auftritte und Songtexte stets zwischen offener Provokation und subtiler Anklage der gesamtgesellschaftlichen Verhältnisse.
Seine Musik wird oft als «Immigrantenpop» bezeichnet. Mit einer Mischung aus kommerzieller, westlicher Popmusik und orientalischen Klängen steht nicht nur inhaltlich, sondern auch musikalisch der Multikulturalismus im Fokus.
Müslüms Outfit besteht aus einem oft sehr farbenfrohen Anzug und einen oft ebenso farbenfrohen Hemd. Der Charakter trägt im Gesicht, das unter einem mittellangen, lockigen, dunkelbraunen Haarschopf hervorschaut, eine Monobraue und einen Dreitagebart mit Schnauz. Auf der rechten Wange liegt sein dickes Muttermal. Auf dem Albumcover von Süpervitamin streckt Müslüm dem Konsumenten die regenbogenfarbene Zunge heraus, während dies bei Apochalüpt der in der obigen Biografie genannte Antagonist tut, aber mit einer silbrigen Zunge. Ende des Musikvideos von Millionero, (nach 2:50 min) wurde dann zum ersten Mal auch eine goldene Zunge sichtbar, die das Albumcover von Popaganda ziert.

## Aphorismen

### Die Logik ist das Gift
Aus dem Satz "Die Dosis macht das Gift" im Bezug auf übermäßigen Konsum leitete Müslüm den Satz "Die Logik ist das Gift" ab. Das heißt: Man solle in der Kunst "immer schön abstrakt bleiben".  Dieser Aphorismus findet sich auch in den Lyrics seiner Single Yeahnsaits von 2018 in veränderter Form.

### Wichtig ist nicht, was es ist, wichtig ist nur, dass es ist
Bei einer Reportage von Müslüm TV am CERN, die sich um das Geheimnis des Lebens drehte, verkündete Müslüm nach einem Vortrag zur Entstehung des Universums und unter dem Eindruck des multikulturellen Arbeitsumfeldes der Wissenschaftler, dass es nicht wichtig sei, was etwas oder jemand ist, sondern viel wichtiger, dass es ist. Dieser Satz erinnert an die philosophische Strömung des Existenzialismus, der die Existenz einer Sache (dass sie existiert) für wichtiger hält als ihre Essenz (wie oder warum sie existiert). Es liegt also am Menschen, durch seine persönliche Interpretation der Dinge, der Welt einen Sinn (eine Essenz) zu geben, ohne sich von Vorurteilen blenden zu lassen. Der Mensch ist so frei, seinen eigenen Weg zu beschreiten.

## Diskografie
Alben
- Süpervitamin (2012)
- Apochalüpt (2015)
- Popaganda (2022)

Singles
- Erich, warum bisch du nid ehrlich? (2010)
- Samichlaus (2010)
- Diskothek (2012)
- La bambele (2015)
- Yeahnsaits (2018)
- Millionero (2022)
- Gugele (2022)
- Popaganda (2022)
- MüsteriüM (2023)
- Sibo feat. Wael Sami Elkholy & Nativ (2024)[38]